# فوكس باترفيلد
فوكس باترفيلد (بالإنجليزية: Fox Butterfield)‏ هو صحفي وكاتب ومراسل عسكري أمريكي، ولد في 1939 في لانكستر في الولايات المتحدة.